# Stefan Ludwik Kuczyński (fizyk)
Stefan Ludwik Kuczyński herbu Ślepowron (ur. 4 sierpnia 1811 we Lwowie, zm. 7 października 1887 w Krakowie) – polski naukowiec, fizyk i meteorolog, rektor Uniwersytetu Jagiellońskiego.

## Życiorys
Studia odbywał na Uniwersytecie Lwowskim. W latach 1833–1836 był adiunktem w katedrze fizyki i matematyki Uniwersytetu Lwowskiego, w 1835 uzyskał tytuł doktora filozofii. W latach 1836–1839 był profesorem matematyki stosowanej i fizyki na Uniwersytecie w Innsbrucku. Od 1839 kierował Katedrą Fizyki Uniwersytetu Jagiellońskiego, a następnie był trzykrotnie dziekanem Wydziału Filozoficznego. Wykładał fizykę doświadczalną, akustykę, termodynamikę i meteorologię. Zorganizował Gabinet Fizyczny z pracowniami dla studentów i pracowników naukowych. Do jego uczniów należeli: Kazimierz Olearski i Władysław Zajączkowski, późniejsi profesorowie Politechniki Lwowskiej. Był rektorem Uniwersytetu Jagiellońskiego w latach 1881–1882. Jako rektor w 1882 był posłem wirylistą Sejmu Krajowego Galicji.
Był członkiem Towarzystwa Naukowego Krakowskiego, współzałożycielem i członkiem Akademii Umiejętności. Był także inspektorem szkól miasta Krakowa i okręgu krakowskiego. Członek–korespondent Galicyjskiego Towarzystwa Gospodarskiego (1846–1887).
Zmarł w Krakowie. Spoczywa na cmentarzu Rakowickim kw. 25, zach.